# シンシアリー［Sincerely］
「シンシアリー[Sincerely]」は渡辺美里の楽曲で、1995年2月1日にEpic/Sony Records（現・エピックレコードジャパン）より発売された29枚目のシングル。

## 概要
表題曲「シンシアリー[Sincerely]」は、TBS系列『筑紫哲也 NEWS23』のエンディング・テーマとして使用された。詞の内容は、環境問題を意識したシリアスなものとなっている。
カップリング曲「いつか きっと (勇気だそう バージョン)」は、25枚目のシングル表題曲「いつか きっと」の別バージョン。

## 収録曲
- 全作詞：渡辺美里

1. シンシアリー[Sincerely]　
作曲・編曲・プロデュース：小林武史
2. いつか きっと (勇気だそう バージョン)　
作曲：石井恭史 / プロデュース：Richard Dodd

## 収録アルバム
- 『She loves you』※シンシアリー[Sincerely] (#8)
- 『25th Anniversary Misato Watanabe Complete Single Collection〜Song is Beautiful〜』 ※シンシアリー[Sincerely] (Disc.3 #2)
- 『harvest』 ※シンシアリー[Sincerely] (Disc.2 #13)